# 高舟台
高舟台（たかふねだい）は、神奈川県横浜市金沢区の地名。現行行政地名は高舟台一丁目及び高舟台二丁目。住居表示実施済み区域。

## 地理
金沢区の西部に位置し、東に六浦、南に大道、西に朝比奈町、北に釜利谷南と接している。

### 面積
面積は以下の通りである。
| 丁目         | 面積（km²） |
| ------------ | ----------- |
| 高舟台一丁目 | 0.136       |
| 高舟台二丁目 | 0.197       |
| 計           | 0.333       |

### 地価
住宅地の地価は、2025年（令和7年）1月1日の公示地価によれば、高舟台2-24-5の地点で12万5000円/m²となっている。

## 歴史

### 沿革
- 1980年（昭和55年）7月28日 - 住居表示（金沢区六浦第二次地区）[7]の実施に伴い、釜利谷町、六浦町の各一部から高舟台一丁目〜二丁目を新設する[8]。
- 1993年（平成5年）10月18日 - 住居表示（金沢区釜利谷・大川第二次地区）[9]の実施に伴い、釜利谷町の一部を高舟台二丁目に編入し、高舟台二丁目の一部を釜利谷南二丁目へ編入[10]。

### 町名の変遷
| 実施後       | 実施年月日                | 実施前（各町名ともその一部） |
| ------------ | ------------------------- | ---------------------------- |
| 高舟台一丁目 | 1980年（昭和55年）7月28日 | 釜利谷町、六浦町（各一部）   |
| 高舟台二丁目 | 1980年（昭和55年）7月28日 | 釜利谷町、六浦町（各一部）   |

## 世帯数と人口
2025年（令和7年）6月30日現在（横浜市発表）の世帯数と人口は以下の通りである。
| 丁目         | 世帯数    | 人口    |
| ------------ | --------- | ------- |
| 高舟台一丁目 | 851世帯   | 1,761人 |
| 高舟台二丁目 | 883世帯   | 1,812人 |
| 計           | 1,734世帯 | 3,573人 |

### 人口の変遷
国勢調査による人口の推移。
| 年                 | 人口  |
| ------------------ | ----- |
| 1995年（平成7年）  | 4,703 |
| 2000年（平成12年） | 4,504 |
| 2005年（平成17年） | 4,251 |
| 2010年（平成22年） | 4,098 |
| 2015年（平成27年） | 3,852 |
| 2020年（令和2年）  | 3,737 |

### 世帯数の変遷
国勢調査による世帯数の推移。
| 年                 | 世帯数 |
| ------------------ | ------ |
| 1995年（平成7年）  | 1,607  |
| 2000年（平成12年） | 1,652  |
| 2005年（平成17年） | 1,673  |
| 2010年（平成22年） | 1,648  |
| 2015年（平成27年） | 1,630  |
| 2020年（令和2年）  | 1,640  |

## 学区
市立小・中学校に通う場合、学区は以下の通りとなる（2024年11月時点）。
| 丁目         | 番・番地等             | 小学校               | 中学校             |
| ------------ | ---------------------- | -------------------- | ------------------ |
| 高舟台一丁目 | 1番〜31番29号 32〜35番 | 横浜市立高舟台小学校 | 横浜市立大道中学校 |
| 高舟台一丁目 | 31番30号〜最終号       | 横浜市立大道小学校   | 横浜市立大道中学校 |
| 高舟台二丁目 | 20番24号〜最終号       | 横浜市立大道小学校   | 横浜市立大道中学校 |
| 高舟台二丁目 | 1番〜20番23号 21〜50番 | 横浜市立高舟台小学校 | 横浜市立大道中学校 |

## 事業所
2021年（令和3年）現在の経済センサス調査による事業所数と従業員数は以下の通りである。
| 丁目         | 事業所数 | 従業員数 |
| ------------ | -------- | -------- |
| 高舟台一丁目 | 23事業所 | 125人    |
| 高舟台二丁目 | 22事業所 | 54人     |
| 計           | 45事業所 | 179人    |

### 事業者数の変遷
経済センサスによる事業所数の推移。
| 年                 | 事業者数 |
| ------------------ | -------- |
| 2016年（平成28年） | 36       |
| 2021年（令和3年）  | 45       |

### 従業員数の変遷
経済センサスによる従業員数の推移。
| 年                 | 従業員数 |
| ------------------ | -------- |
| 2016年（平成28年） | 150      |
| 2021年（令和3年）  | 179      |

## 施設
- 横浜市立高舟台小学校

## その他

### 日本郵便
- 郵便番号 : 236-0044[3]（集配局：横浜金沢郵便局[20]）

### 警察
町内の警察の管轄区域は以下の通りである。
| 丁目         | 番・番地等 | 警察署     | 交番・駐在所 |
| ------------ | ---------- | ---------- | ------------ |
| 高舟台一丁目 | 全域       | 金沢警察署 | 大道交番     |
| 高舟台二丁目 | 全域       | 金沢警察署 | 大道交番     |